# Fidèle (1750)
Pour les articles homonymes, voir Fidèle (homonymie).
La Fidèle était une petite frégate mise sur cale pendant la vague de construction qui sépare la fin de guerre de Succession d'Autriche (1748) du début de la guerre de Sept Ans (1755). Construite par  Blaise Geslain à Rochefort en 1748-1749 et lancée en 1750, elle portait 24 canons. Elle fut perdue en 1758, pendant le siège de Louisbourg.

## Carrière

Le siège de Louisbourg, en 1758, lors duquel est perdue la Fidèle.

En 1755, alors que la guerre reprenait avec l'Angleterre, ce bâtiment était commandé par le capitaine Froger de la Jonquière. Elle fut envoyée en avant-garde pour annoncer l'arrivée d'importants renforts pour le Canada sous les ordres de Dubois de La Motte. Le Fidèle précéda la flotte de quelques semaines pour préparer l'arrivée des troupes. Elle appareilla le 10 avril 1755 alors que l'escadre de Dubois de La Motte ne prit la mer qu'au début du mois de mai. 
Au printemps de 1758, la frégate faisait partie de la flotte de Beaussier de l'Isle qui resta à Louisbourg pour la défense de la ville sur ordre de Du Chaffault alors que celui-ci faisait voile pour Québec. En juin, la frégate se retrouva coincée dans le port lorsque celui-ci fut cerné par terre et par mer par les forces anglaises. Le 28 juin, elle fut coulée dans la passe menant à l'océan avec trois autres navires pour en barrer l'accès aux Anglais. Sacrifice vain : Louisbourg capitula le 27 juillet 1758. La Fidèle fait partie des cinquante-six frégates perdues par la France lors de la guerre de Sept Ans.